# Riksväg 1, Sverige

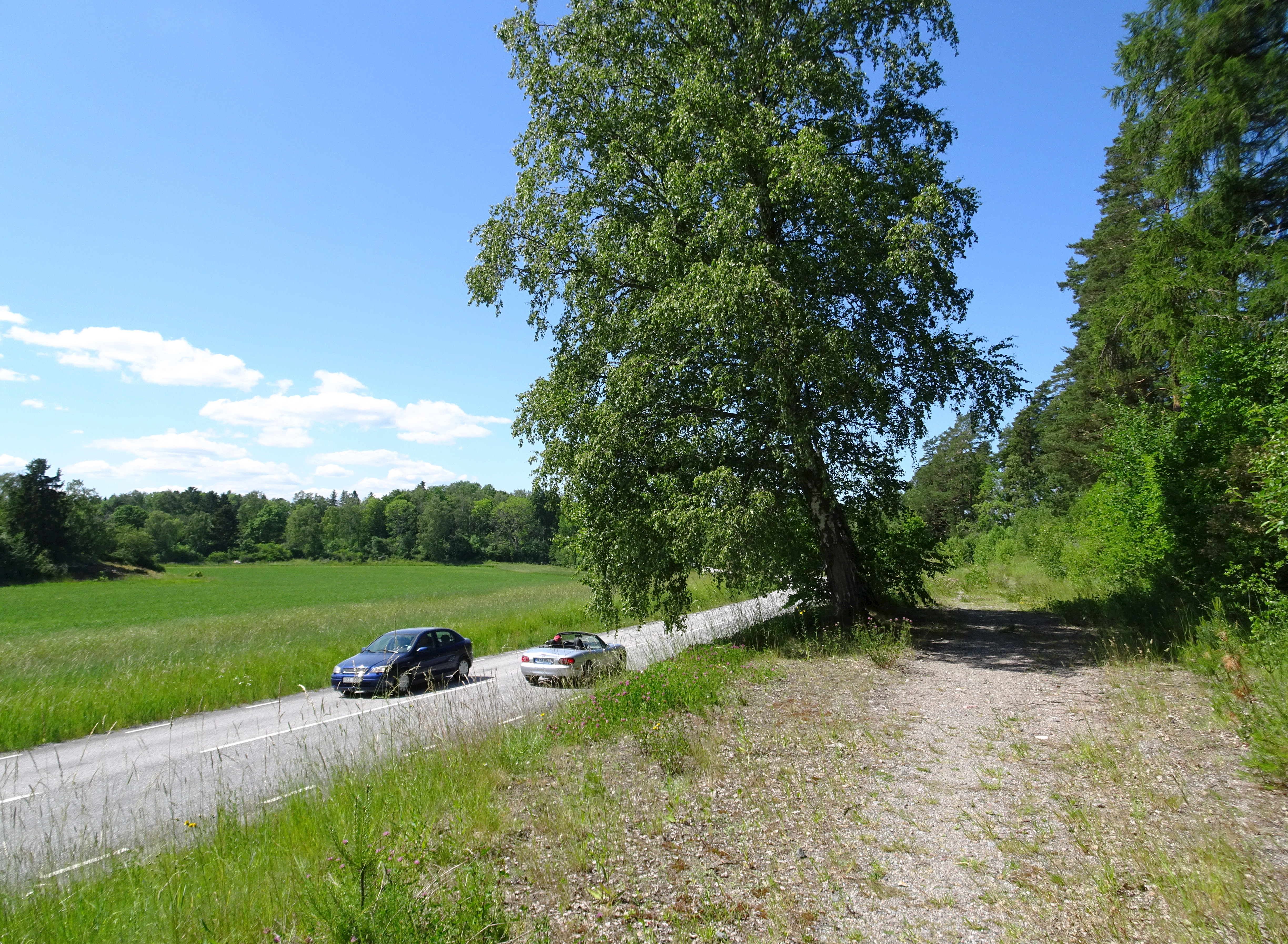
En del av den ursprungliga Riksettan vid Bergaholms gravfält i Salems kommun.

Riksväg 1 mellan Helsingborg och Stockholm.

Riksväg 1 (Riksettan) var 1945–1962 huvudvägen mellan Helsingborg och Stockholm. Våren 1962 skyltades Riksväg 1 om till Europaväg 4. År 1960 var hela sträckan 588 kilometer, medan motsvarande sträcka av E4 idag[när?] är 561 km.
Den äldre vägen mellan Örkelljunga och Vaggeryd, som är en del av tidigare Riksväg 1, har i turistsammanhang annonserats som Riksettan. 
Den nordligaste delen mellan Södertälje och Stockholm hette även Södertäljevägen. Genom Salems kommun och förbi Bornsjön har vägen kommit att kallas Bergaholmsvägen. En äldre sträckning söder om Stockholm var Göta landsväg.

## Genomfarter
Riksväg 1 gick ursprungligen genom de olika samhällena, och omfarter byggdes ut efter hand. Till exempel gick Riksväg 1 fram till slutet av 1960~talet genom tätorten Jönköping söderifrån på Barnarpsgatan – Kapellgatan, Jönköping – Västra Storgatan – Parkgatan – Järnvägsgatan — Svängbron – Norra Strandgatan – Östra Storgatan – Huskvarnavägen.

## Bildgalleri

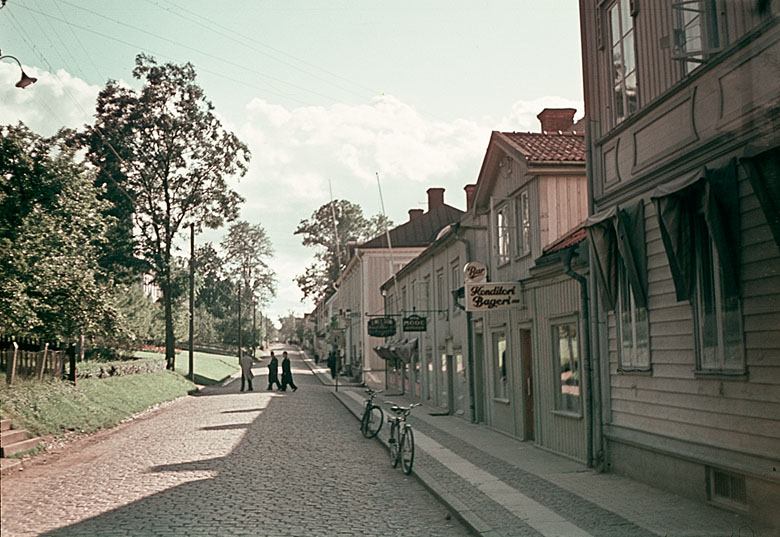
Brahegatan i Gränna, 1945, del av Riksväg 1
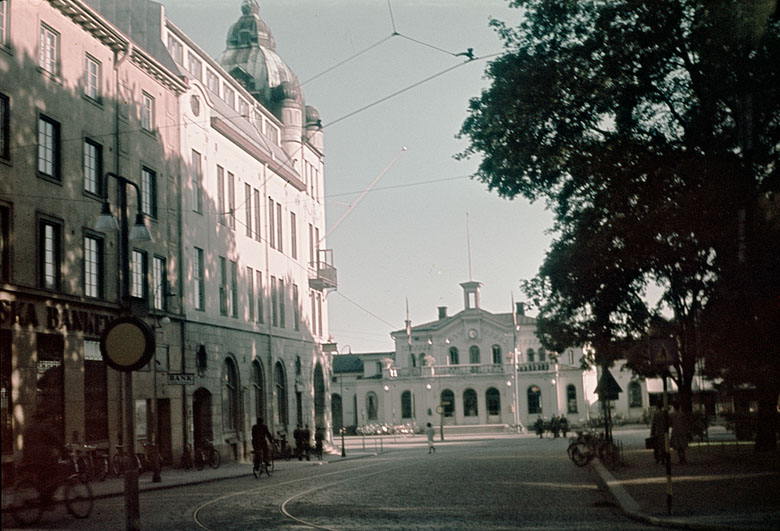
Parkgatan i Jönköping, 1945, del av Riksväg 1
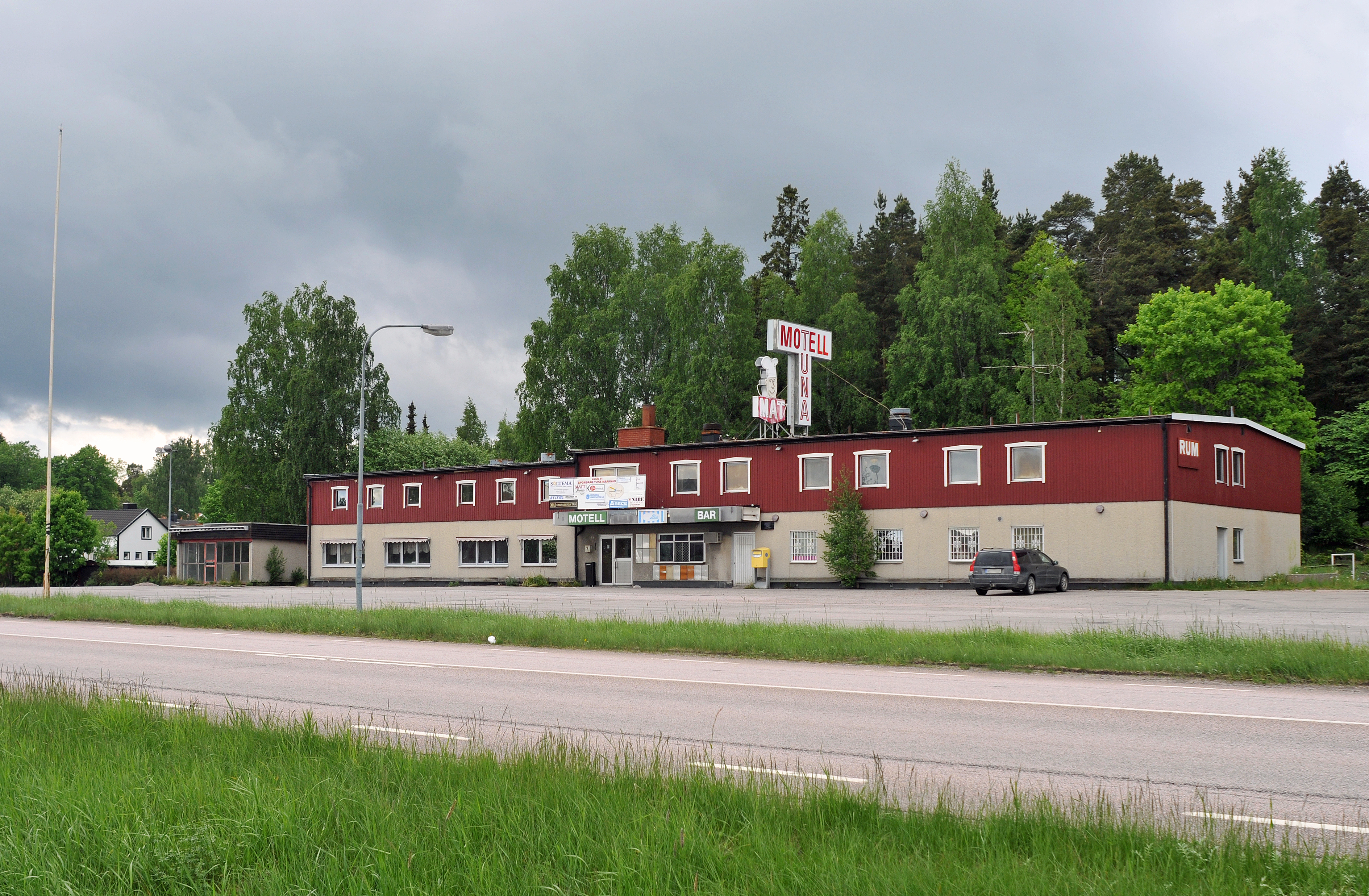
Tuna motell öster om Nyköping